# Paulo Betti
Paulo Sérgio Betti, bardziej znany jako Paulo Betti (ur. 10 września 1952 r. w Rafard w stanie São Paulo) – brazylijski aktor, reżyser i producent filmowy.

## Wybrana filmografia
- 1999: Oriundi jako Renato Padovani
- 2001: Malhação jako Dr Ricardo
- 2005: Malhação jako Miguel Barreto
- 2006: JK jako José Maria Alkmin
- 2007: O Signo da Cidade jako mąż Tecy
- 2007: A Grande Família – O Filme jako Carlinhos
- 2008: Casa da Mãe Joana jako Paulo Roberto
- 2011: A Vida da Gente jako Jonas Macedo
- 2013: Casa da Mãe Joana 2 jako Paulo Roberto
- 2013: Malhação jako Caetano Allende
- 2014: Imperium (Império) jako Téo Pereira